# La krema (1977-2002)
La krema (1977-2002) è un album raccolta del gruppo rock demenziale italiano Skiantos, pubblicato nel 2002 per celebrare i primi 25 anni di carriera a partire dal primo disco, Inascoltable.
La raccolta, oltre a brani presenti sugli album precedenti nella versione originale, contiene anche l'inedito Perché la notte m'inviti a casa tua e poi mi fai dormire sul sofà.

## Tracce
1. Eptadone
2. Non voglio più
3. Karabigniere blues
4. Gelati
5. Italiano terrone che amo
6. Signore dei dischi
7. Kakkole
8. Largo all'avanguardia
9. Frontale
10. Canzone per l'estate (un milione di copie già vendute)
11. Io sono uno skianto
12. Io ti amo da matti (sesso e karnazza)
13. Mi piaccion le sbarbine
14. Sono un ribelle mamma
15. Orrenda
16. Non dirmelo nemmeno per skerzo
17. Vortice
18. Perché la notte m'inviti a casa tua e poi mi fai dormire sul sofà
19. Natale è
20. Virus (traccia multimediale)

## Formazione
- Roberto "Freak" Antoni - voce
- Andrea "Jimmi Bellafronte" Setti - voce
- Stefano "Sbarbo" Cavedoni - voce
- Fabio "Dandy Bestia" Testoni - chitarra elettrica e cori
- Andrea "Andy Bellombrosa" Dalla Valle - chitarra elettrica
- Luca "Tornado" Testoni - chitarra elettrica
- Franco "Frankie Grossolani" Villani - basso
- Lucio Bellagamba - basso
- Marco "Marmo" Nanni - basso
- Leonardo "Tormento Pestoduro" Ghezzi - batteria
- J. Tornado - batteria